# Morțești, Cluj
Morțești este un sat în comuna Ceanu Mare din județul Cluj, Transilvania, România.
În anul 2014 mai avea doar doi locuitori.